# Skrivblockering
Skrivblockering är ett psykiskt fenomen som innebär att en skribent temporärt förlorar förmågan att författa. Orsaken kan vara prestationsångest eller bristande inspiration. Begreppet kan även användas om kompositörers arbete. Kallas ofta felaktigt för skrivkramp, vilket dock är en fysisk åkomma.
Skrivblockering tros vara nära besläktat med depression och oro.[källa behövs]